# 下河辺行義
下河辺 行義（しもこうべ ゆきよし）は、平安時代末期の武将。名は行吉とも。下河辺庄司行義と称す。八条院領である下総国下河辺荘の荘官。

## 略歴
藤原秀郷の流れを汲む太田行政あるいはその息子である太田行光の子として誕生。兄に大河戸行方・小山政光。
『平治物語』に源頼政の郎党として見え、頼政と共に治承4年（1180年）の以仁王の挙兵に従った。頼政の父・源仲政が下総守であり、頼政も任地に下向していた事から主従関係を結んだと見られる。下河辺荘は頼政の仲介により鳥羽院から美福門院に寄進され、さらにその皇女暲子内親王に伝領されて八条院領となったと考えられる。行義は荘官として下総国古河に住み、下河辺荘を管理した。
『平家物語』巻四で頼政とその一族が敗死した時、頼政の子・仲綱（または頼政）の首を「下河辺藤三郎清親」が大床に投げ入れて隠したとあり、茨城県古河市の頼政神社には、頼政の郎党が主人の首を持って逃げ、この地に葬ったとする伝承がある。
その後の消息は不明だが、子の行平・政義は源頼朝の挙兵に従い、鎌倉幕府創設期の功臣として活躍した。